# Kifri
Kifri (arab. كفري, Kifrī) – miasto w Iraku, w muhafazie Dijala, siedziba administracyjna kady Kifri. W 2013 roku liczyło ok. 21 tys. mieszkańców.
Większość mieszkańców miasta stanowią Turkmeni Iraccy. Jest ono przedmiotem sporu pomiędzy rządem w Bagdadzie a Kurdami.
Wpływy kurdyjskie w mieście są nadal silne. W październiku 2013 roku w Kifri odbył się festiwal poezji kurdyjskiej.